# Députation provinciale de Valladolid

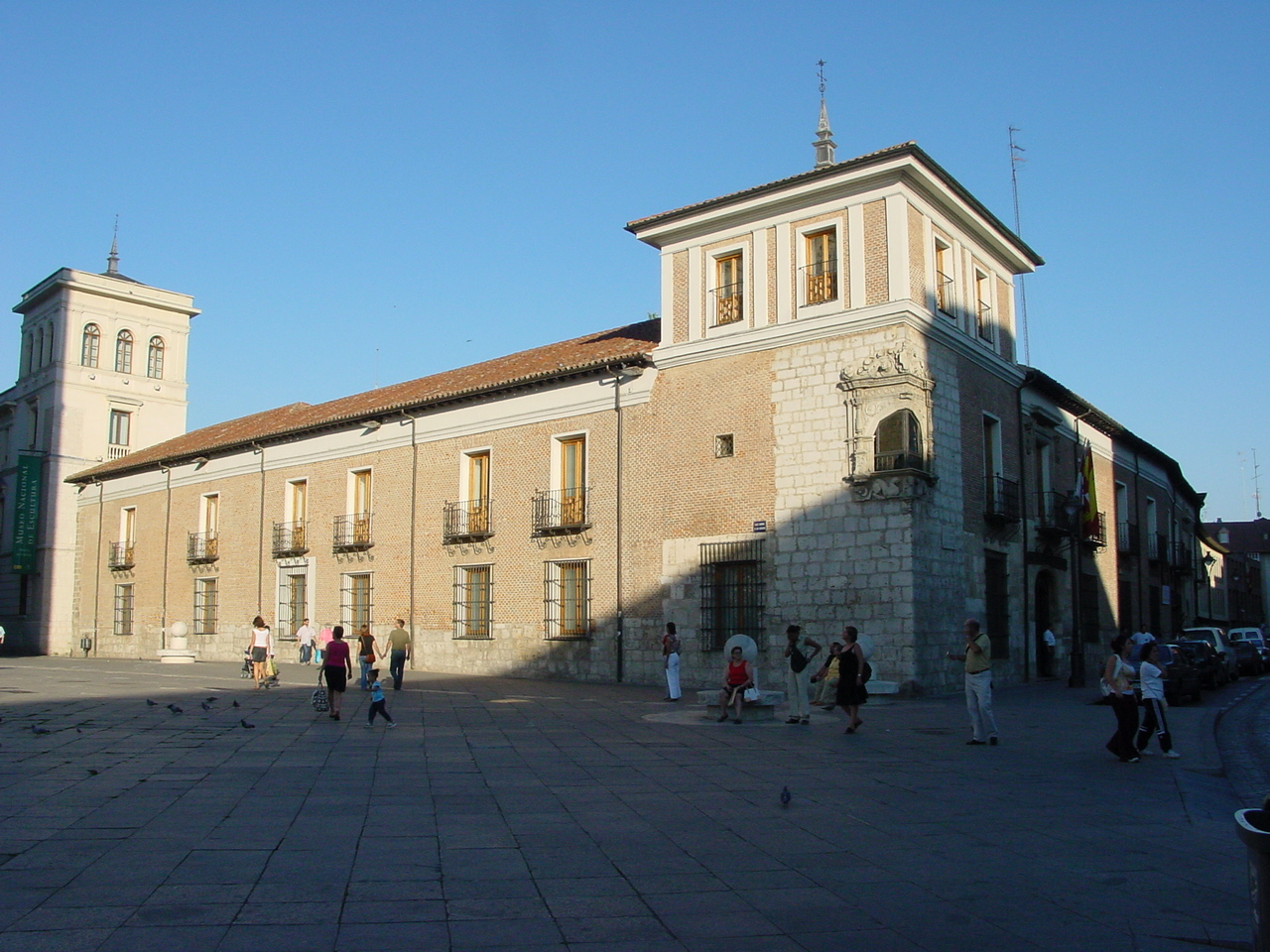
Palacio de Pimentel, siège de la députation de Valladolid.

La députation provinciale de Valladolid est l'organe institutionnel propre à la province de Valladolid qui assure les différentes fonctions administratives et exécutives de la province.
Il comprend toutes les communes de Valladolid et l'une de ses fonctions les plus importantes est d'aider au financement des communes pour la construction d'ouvrages publics.
Son siège est situé au Palais de Pimentel (es) à Valladolid. Depuis juin 2011, son président est Jesús Julio Carnero.